# Шаллиньяк
Шаллинья́к (фр. Challignac) — коммуна во Франции, находится в регионе Пуату — Шаранта. Департамент — Шаранта. Входит в состав кантона Барбезьё-Сент-Илер. Округ коммуны — Коньяк.
Код INSEE коммуны — 16074.
Коммуна расположена приблизительно в 430 км к юго-западу от Парижа, в 135 км южнее Пуатье, в 32 км к юго-западу от Ангулема.

## Население
Население коммуны на 2008 год составляло 299 человек.
| 1962 | 1968 | 1975 | 1982 | 1990 | 1999 | 2008 |
| ---- | ---- | ---- | ---- | ---- | ---- | ---- |
| 367  | 344  | 257  | 288  | 327  | 313  | 299  |

## Администрация
| Период | Период | Фамилия       | Партия | Примечания |
| ------ | ------ | ------------- | ------ | ---------- |
| 2001   | 2008   | Жан-Пьер Рюло |        |            |
| 2008   |        | Ги Вей        |        | плотник    |

## Экономика
В 2007 году среди 194 человек в трудоспособном возрасте (15—64 лет) 150 были экономически активными, 44 — неактивными (показатель активности — 77,3 %, в 1999 году было 69,3 %). Из 150 активных работали 139 человек (70 мужчин и 69 женщин), безработных было 11 (4 мужчины и 7 женщин). Среди 44 неактивных 11 человек были учениками или студентами, 20 — пенсионерами, 13 были неактивными по другим причинам.

## Достопримечательности
- Романская церковь Сен-Сюльпис (XII век). Памятник истории с 1948 года[3]

## Фотогалерея

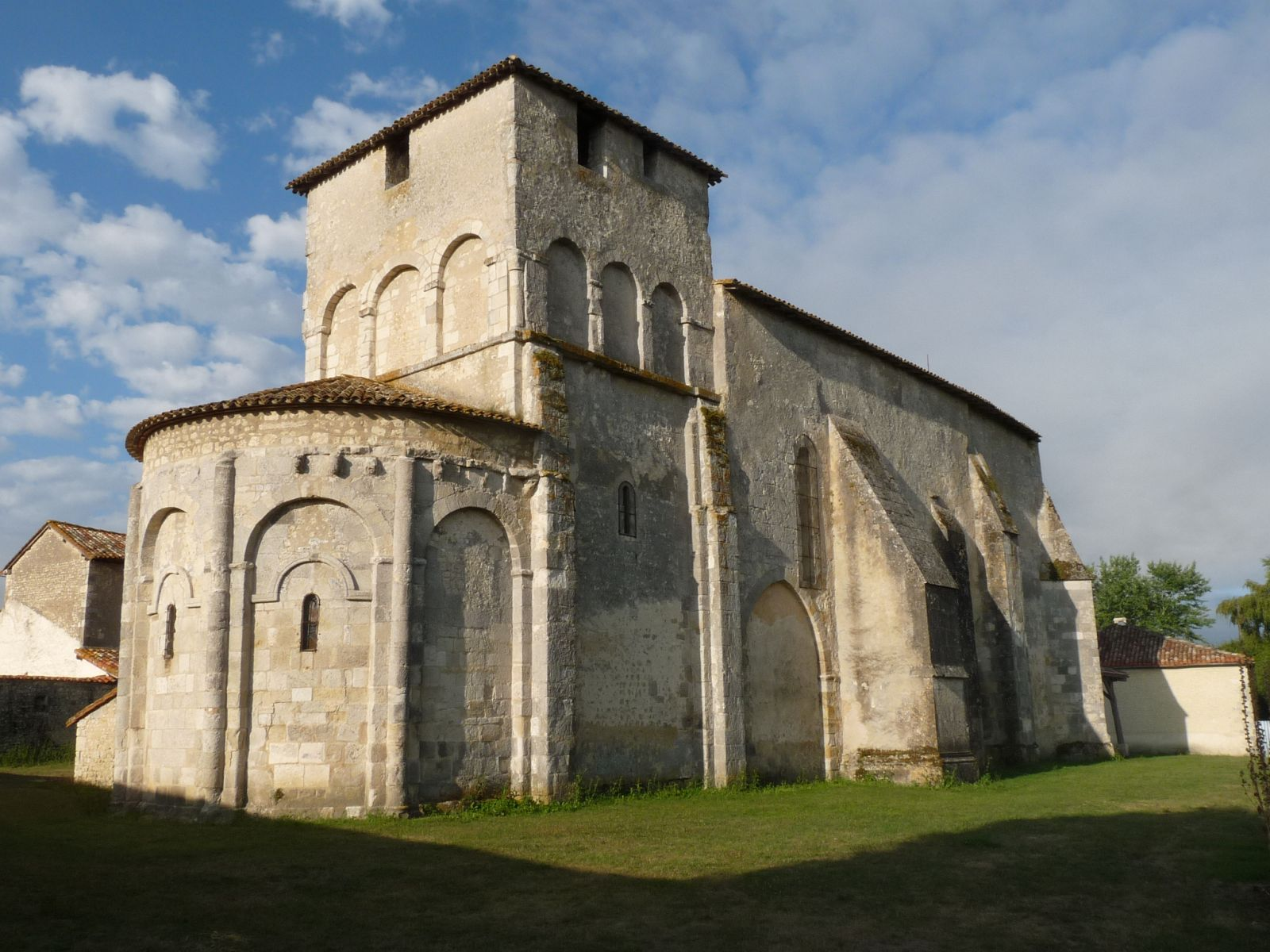
Церковь Сен-Сюльпис
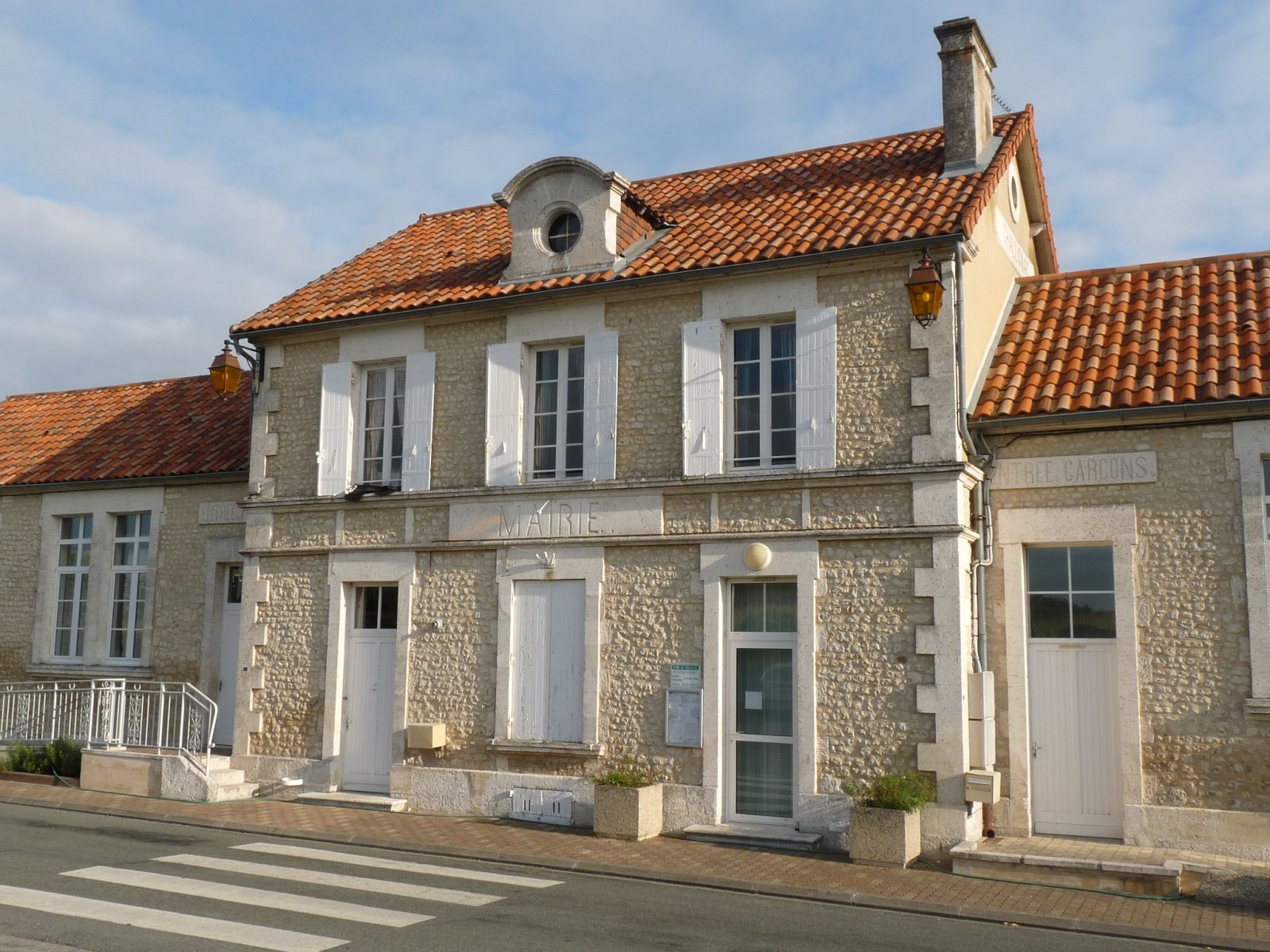
Мэрия
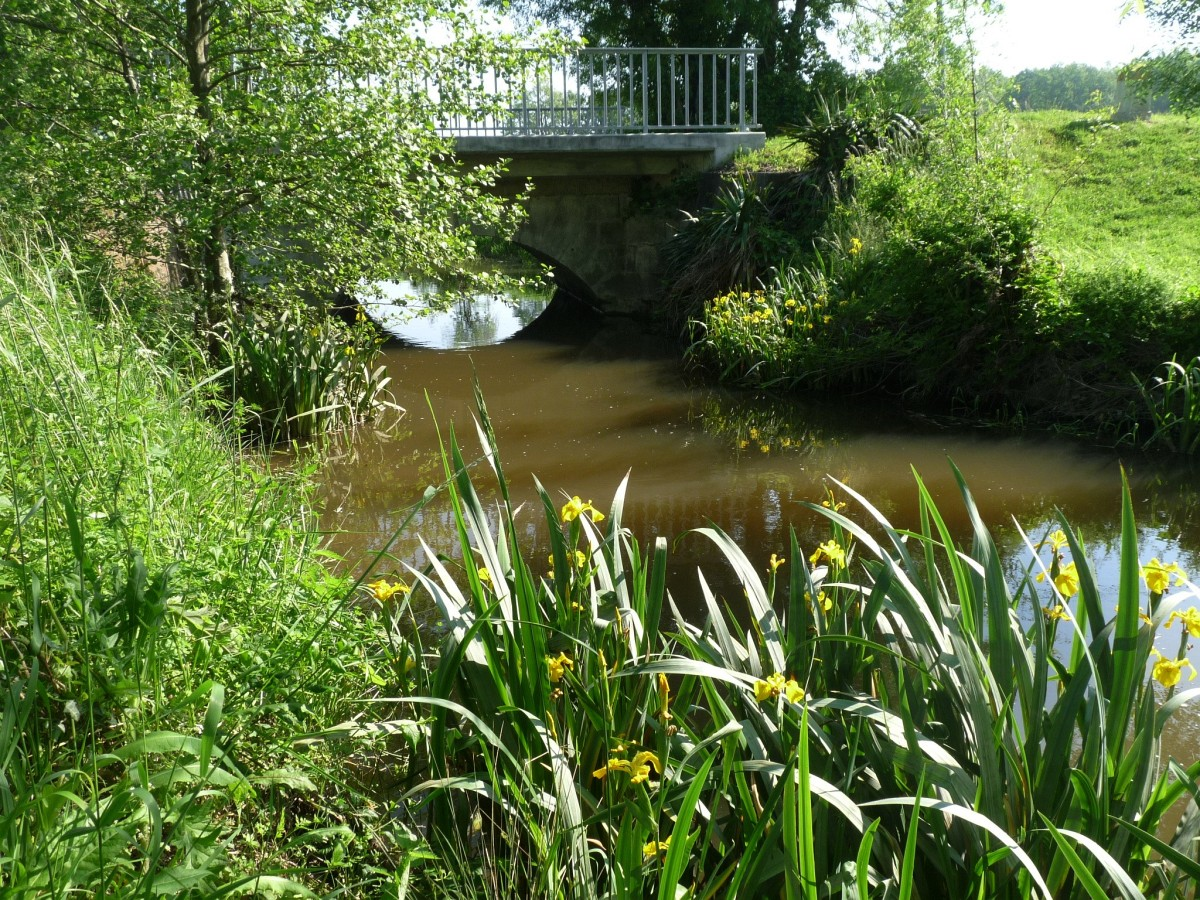
Река Бо[фр.]